# Monumento a los Héroes del Pueblo
El Monumento a los Héroes del Pueblo (en chino: 人民英雄纪念碑) es un obelisco de diez pisos que fue erigido como monumento nacional de la República Popular de China a los mártires de la lucha revolucionaria en los siglos XIX y XX. Se encuentra en el extremo sur de la Plaza de Tiananmén en Pekín, al norte del Mausoleo de Mao Zedong. El monumento fue construido de acuerdo con una resolución de la Primera Sesión Plenaria de la Conferencia Consultiva Política del Pueblo Chino, adoptada el 30 de noviembre de 1949, la construcción duró desde agosto de 1952 a mayo de 1958. El arquitecto del monumento fue Liang Sicheng, con algunos elementos diseñados por su esposa, Lin Huiyin.